# Базиліка Святого Серця (Брюссель)
Брюссельська Базиліка Святого Серця або Сакре-Кер (фр. Basilique du Sacré-Coeur, нід. Nationale Basiliek van het Heilig Hart) — католицька базиліка в столиці Бельгії місті Брюсселі. Церква присвячена Святому Серцю Ісуса, натхненна Базилікою Святого Серця в Парижі. У 1905 році король Леопольд II заклав наріжний камінь храму з нагоди 75-ліття Незалежності Бельгії. Будівництво двічі переривалось у періоди світових воєн і було завершено в 1969 році. Базиліка є шостою за показником площі римсько-католицькою церквою у світі.
Церква розташована в парку Єлизавети на вершині Кукельберзького пагорба в Брюсселі, у комуні Кукелберг, через що храм також відомий за назвою «Базиліка Кукелберга» (фр. Basilique de Koekelberg, нід. Basiliek van Koekelberg). Масивна церква з цегли та бетону з двома піднесеними баштами і зеленим мідним куполом, що підноситься на 89 метрів над землею, домінує над північно-західним краєвидом Брюсселя. 

## Опис

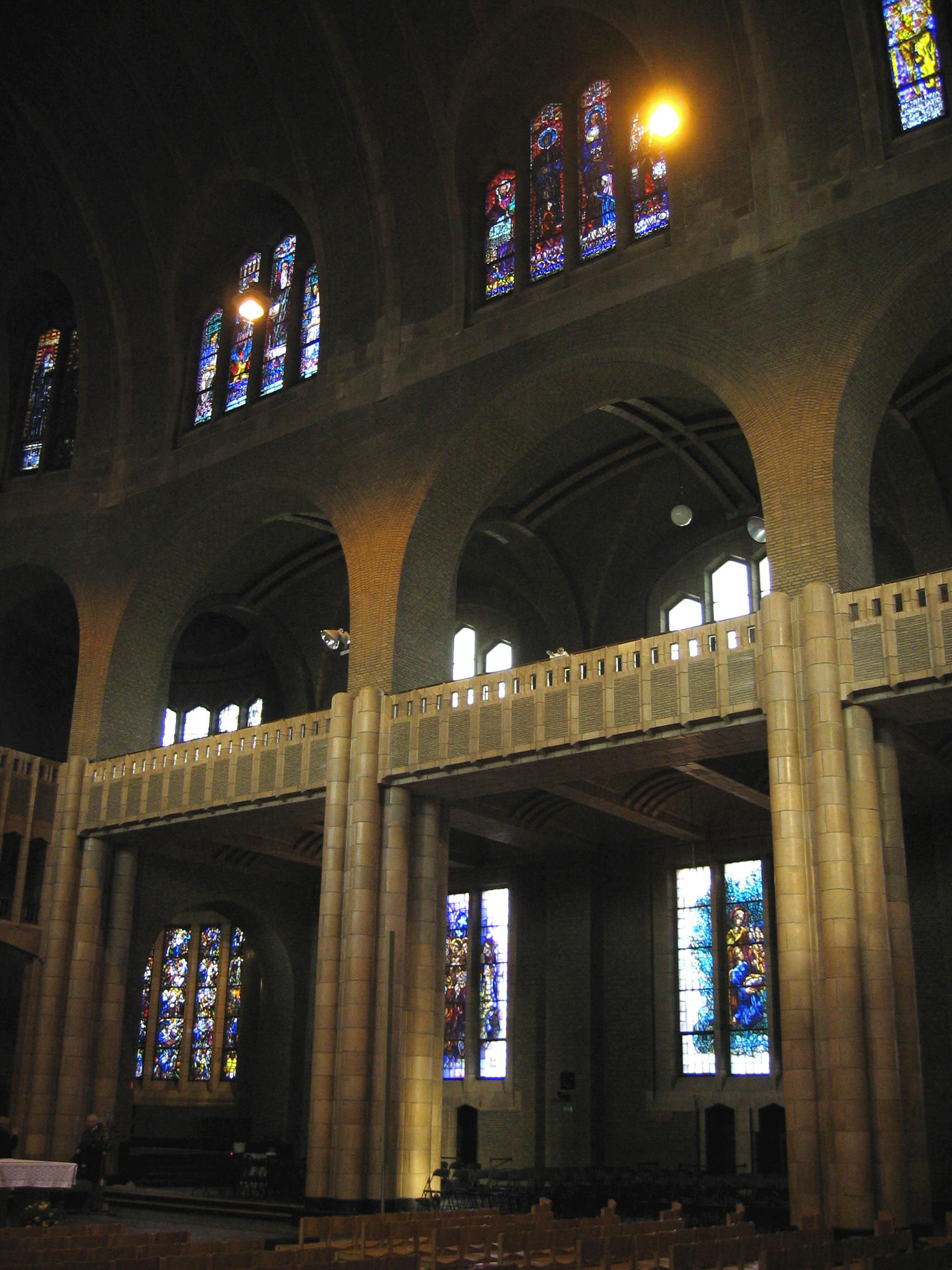
Фрагмент інтер'єру храму

Брюссельська Базиліка Святого Серця є помітним об'єктом у ландшафті Брюсселя. Це найбільша споруда в стилі ар-деко у світі: 89 метрів заввишки, 164,5 метри завдовжки, до 107 метрів завширшки. Центральна нава — завдовжки 141 метр. Храм уміщує водночас до 2 000 відвідувачів.
Купол базиліки Сакре-Кер у Брюсселі має діаметр 33 метри. А зі спеціально спорудженої платформи на ньому відкривається чудовий панорамний вид на Брюссель і частину Фламандського Брабанта.  
Будівля церкви поєднує бетон, підсилений теракотовими шарами, цеглу й окремі камені. 
Бельгійський художник Анто Карту створив вісім вітражів, які описують життя Ісуса.
У теперішній час Базиліка Святого Серця в Брюсселі є діючим католицьким храмом, причому служби тут правлять обома офіційними мовами Брюссельського столичного регіону — нідерландською та французькою. Крім власне церкви у храмовому комплексі розташовані ресторан, католицька радіостанція, театр, 2 музеї. Базиліка функціонує і як культурний центр, зокрема на її базі проходять усякі культурні заходи.

## Історія
У середині XIX століття король Леопольд I мріяв перетворити Кукелберзький пагорб у королівську резиденцію. Після його смерті, в 1880 році Леопольд II задумав побудувати бельгійський пантеон, присвячений великим бельгійцям, на кшталт французького Пантеону в Парижі, в пам'ять про 50-ту річницю Незалежності Бельгії. Однак цей проєкт не отримав розвитку з причини малої зацікавленості населення. У 1902 році Леопольд II відвідав Базиліку Сакре-Кер у Парижі й вирішив побудувати замість Пантеону паломницьку церкву, національну святиню, присвячену Святому Серцю Ісуса.

### Неоготична базиліка (1905—1914)

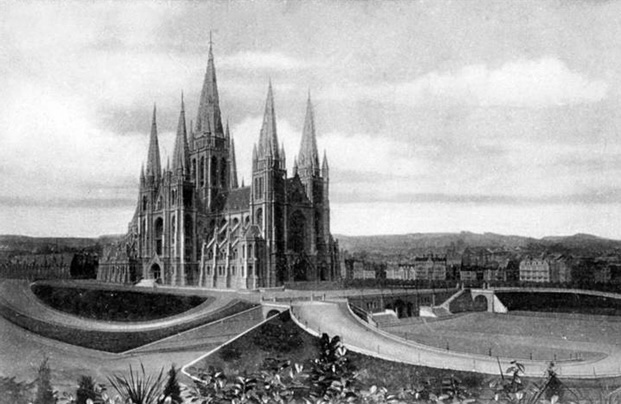
Неоготичний проєкт базиліки, 1905.

Початковий проєкт храму П'єра Лангерока, архітектора з Левена, являв собою розкішну неоготичну церкву, натхненну «ідеальним кафедральним собором» Ежена Еммануеля Віолле-ле-Дюка. Король Леопольд II заклав наріжний камінь культової споруди 12 жовтня 1905 року в рамках святкування 75-річчя Незалежності Бельгії. 
Однак незабаром фінансування будівництва почало ускладнюватись. Відтак, до початку Першої світової війни був закінчений тільки фундамент. У своєму пасторальному листі на честь Різдва 1914 року кардинал Мерсьє надав базиліці нове значення : 
| Ліві лапки | Як тільки над нашою країною знову засяє Мир, ми відбудуємось на наших руїнах і ми сподіваємось дати королівський доторк до цього будівництва, яке провадиться на висотах столиці вільної католицької Бельгії, — Державній Базиліці Сакре-Кер. | Праві лапки |

### Базиліка Ар-Деко (1919—1969)
29 червня 1919 року король Альберт I долучився до цієї обіцянки під час церемонії на Кукельберзькому пагорбі. Однак до проєкту Лангерока було неможливо повернутися в зв'язку з великими фінансовими ускладненнями. Замість нього прийнятий проєкт архітектора Альберта Ван Гуффела. 
Кардинал Йозеф Ернест ван Руй освятив недобудовану церкву 14 жовтня 1935 року, після отримання спеціального дозволу від Папи Пія XI. Будівництво куполу церкви було завершено аж у 1969 році, й 11 листопада 1970 року кардинал Леон Сюненс сповістив про закінчення будівництва базиліки. 
Остаточний проєкт архітектора Альберта Ван Гуффела виграв великий архітектурний приз на Всесвітній виставці в 1925 році в Парижі.

## Цікавий факт
Крім того, що Базиліка Святого Серця в Брюсселі відіграє роль культурного осередку, з огляду на розміри культової споруди і за умови отримання відповідного дозволу, будівля подеколи була місцем тренувань спелеологів і альпіністів.